# 151ª Brigata meccanizzata
La 151ª Brigata meccanizzata autonoma (in ucraino 151-ша окрема механізована бригада?, 151-ša okrema mechanizovana bryhada, unità militare A4941) è un'unità di fanteria meccanizzata delle Forze terrestri ucraine, subordinata al Comando operativo "Est" e con base a Dnipro.

## Storia
La brigata è stata costituita il 29 agosto 2023, venendo ufficialmente annunciata il 30 ottobre, ed è formata da soldati coscritti nel corso dell'anno e ufficiali provenienti da altre unità più esperte. Almeno un battaglione è stato equipaggiato con BMP-1, mentre sembra che gli altri non abbiano ricevuto sufficienti veicoli da combattimento. La brigata ha immediatamente iniziato l'addestramento del personale nell'Ucraina occidentale.
A partire dal febbraio 2024 elementi della brigata, in particolare le unità di droni d'attacco, sono stati impiegati in combattimento, e nei mesi successivi hanno operato nei settori di Orichiv, Robotyne, Huljajpole e Pokrovs'k. Alla fine di luglio il 1º Battaglione è stato schierato presso il villaggio di Vovče, nella regione di Donec'k. Ha però ceduto alla pressione di numerose unità russe, che hanno preso d'assalto le linee difensive intorno a Prohres e sono riuscite a occupare il villaggio, costringendo la 31ª Brigata meccanizzata che lo difendeva a ripiegare. All'inizio di agosto l'intera brigata è stata dispiegata al fronte, venendo impiegata insieme alla 47ª Brigata meccanizzata nel settore a nord di Prohres, attaccato dai reparti della 90ª Divisione corazzata. Alla fine del mese è riuscita a rallentare l'avanzata russa in direzione di Pokrovs'k, difendendo con successo i villaggi di Novotorec'ke e Hrodivka.

## Struttura
- Comando di brigata[12]
- 1º Battaglione meccanizzato
- 2º Battaglione meccanizzato
- 3º Battaglione meccanizzato
- Battaglione corazzato
- Battaglione sistemi senza pilota "Northern Eagle"
- Gruppo d'artiglieria
- Battaglione artiglieria missilistica contraerei
- Battaglione genio
- Battaglione manutenzione
- Battaglione logistico
- Compagnia ricognizione
- Compagnia comunicazioni
- Compagnia radar
- Compagnia difesa NBC
- Compagnia medica

## Simboli
Lo stemma della brigata presenta una stella, una mezzaluna e una sciabola e una freccia incrociate, simboli araldici della Palanka di Kodak, entità amministrativa territoriale dell'esercito del Sič di Zaporižžja presente sul territorio dell'attuale oblast' di Dnipropetrovs'k. Le armi dorate rappresentano la lotta per la vittoria. La cuspide blu al centro dello scudo verde simboleggia la freccia d'attacco principale sulle mappe militari. Il blu è il colore delle forze meccanizzate dell'Ucraina e dello stemma della città di Dnipro, sede dell'unità.